# 상파울루 항공모함

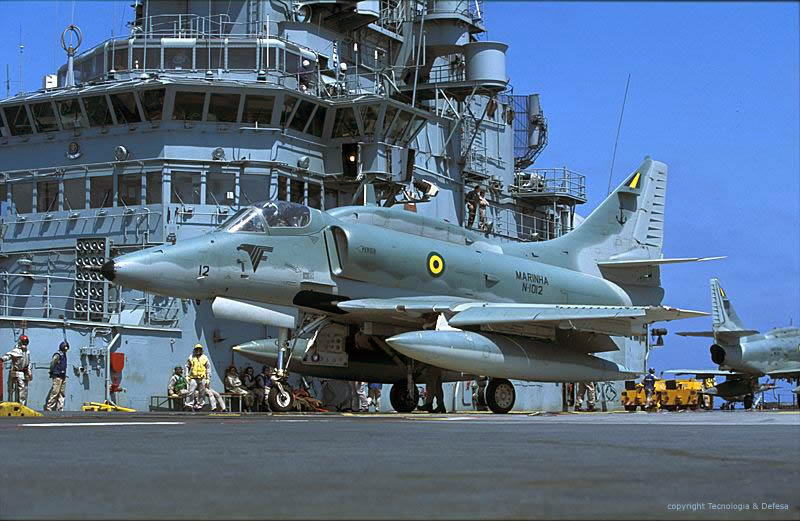
브라질 상파울루 항공모함의 AF-1 스카이호크 (A-4KU)

상파울루 항공모함은 브라질의 항공모함이다. 1957년에 건조된 프랑스의 클레망소급 항공모함의 2번함인 포슈를 2000년에 중고로 수입한 것이다. 2008년까지는 브라질 해군의 기함으로 사용되었다고 했으나, 이후 현재는 사용중지된 상태이다.
미국, 러시아, 스페인, 이탈리아, 인도, 프랑스, 영국, 브라질, 태국 등 9개국 이상이 현재 항공모함 또는 비행갑판이 있는 강습상륙함을 보유하고 있다. 미국, 러시아, 프랑스, 브라질의 오직 4개국만이 CTOL(통상 이착륙) 함재기를 탑재할 수 있는 항공모함을 보유하고 있다.
상파울루함의 크기(표준배수량 24,200 톤, 길이 265 m)는 한국 전쟁에 참전한 미국의 에섹스급 항공모함(표준배수량 27,200 톤, 길이 266 m)과 비슷하다.

## 증기식 캐터펄트
비행갑판의 함수 좌측에 1개, 8도 좌측으로 기울어진 착륙용 비행갑판에 1개, 모두 2개의 증기식 캐터펄트가 설치되어 있다.

## 라팔
프랑스는 브라질에 수출하기 전, 포슈에서 라팔의 이착륙 훈련을 실시했다. 2011년 1월 1일, 알렌 쥐페 프랑스 국방장관은 브라질의 지우마 호세프 신임 대통령 취임식에 참석한 후 가진 브라질 관료들과의 회담결과 라팔의 최초 해외수출이 확정적이라고 밝혔다. 그러나 이번 계약은 브라질 공군의 36대 도입 사업이다.

## 사고
2005년 5월 17일 상파울루의 증기배관장치에서 폭발사고가 일어나 승무원 1명이 숨지고 10여명이 다쳤다. 승무원들이 항공기 이착륙 시스템을 점검하던 중 시스템에 연결돼 있는 보일러 장치가 높은 압력을 견디지 못하고 터졌다.

## 같이 보기
- 미나스제라이스 항공모함